# Julius Tafel (Unternehmer)

Julius Tafel

Julius Tafel (* 24. November 1827 in Stuttgart; † 24. Oktober 1893 ebenda) war ein deutscher Unternehmer.

## Leben
Julius Tafel  entstammte einer schwäbischen Familie aus Württemberg. Er war der zweitjüngste Sohn von  Marie Auguste Schmidt (1791–1836) und Johann Carl Gottfried Christian von Tafel (1795–1854), königlich-württembergischer Hofdomänenrat, Oberhofkassier am Hofe des Königs von Württemberg in Stuttgart.

## Werdegang
Nach dem Besuch des Stuttgarter Gymnasiums studierte Tafel an der Königlichen Polytechnischen Schule in Stuttgart Naturwissenschaften mit Schwerpunkt Chemie. Nach dem Abschluss der Studien trat Julius Tafel 1847 in den Staatsdienst, und zwar als Praktikant beim königlichen Hüttenamt Königsbronn (Kr. Heidenheim/Brenz). Dort befanden sich schon seit dem Mittelalter Eisenwerke, die in der zweiten Hälfte des 18. Jahrhunderts zu großer Blüte kamen.
Wenig später wurde er an das Königliche Eisenwerk Wasseralfingen versetzt. Er erkannte jedoch damals schon, dass ihn die Tätigkeit als württembergischer Beamter auf die Dauer nicht befriedigen würde. Er wünschte sich eine freiere, verantwortungsvollere Arbeit. 
So kam dem 29-Jährigen das Angebot der Stelle eines Direktors in einem der v. Roll’schen Eisenwerke in der Schweiz nicht unwillkommen. Diese 1823 gegründete Aktiengesellschaft besaß mehrere Werke, das abgelegenste von ihnen war das in Choindez im Kanton Jura  in der Nähe der Stadt Delsberg/Delémont.
Nach dem Krieg 1870/1871 kehrte er mit seiner Familie 1875  nach Deutschland zurück und gründete 1876 in Nürnberg ein eigenes Eisenwerk, das Eisenwerk J. Tafel & Co.
In dem ehemals größten deutschen Schweißeisenwalzwerk stellte er zunächst aus hochwertigem Schrott Stabeisen und Schweißeisen her. Ein Jahr nach der Firmengründung wurden bereits 40 Mitarbeiter beschäftigt und 1800 Tonnen Stabeisen hergestellt. Später erweiterte er das Geschäft als Zulieferer für den Eisenbahnbau. So wurden ab 1899 täglich etwa zwei Tonnen Schienennägel gefertigt. Julius Tafel zog sich 1891 aus dem Werk zurück und die Söhne Hermann und Wilhelm folgten ihm in der Geschäftsführung nach. Sein jüngster Sohn Julius wurde Chemiker und Lehrstuhlinhaber in Würzburg.
Das Werk J. Tafel & Co. wurde 1900 in eine Aktien-Gesellschaft umgewandelt: Eisenwerk Nürnberg AG. Im Zweiten Weltkrieg wurde die Fabrik schwer beschädigt; sie erreichte ihre volle Auslastung erst wieder Anfang 1950.
Im Jahr 1976 kam nach 100 Jahren das Ende für das Werk. Bedingt durch den Strukturwandel wurde es stillgelegt.

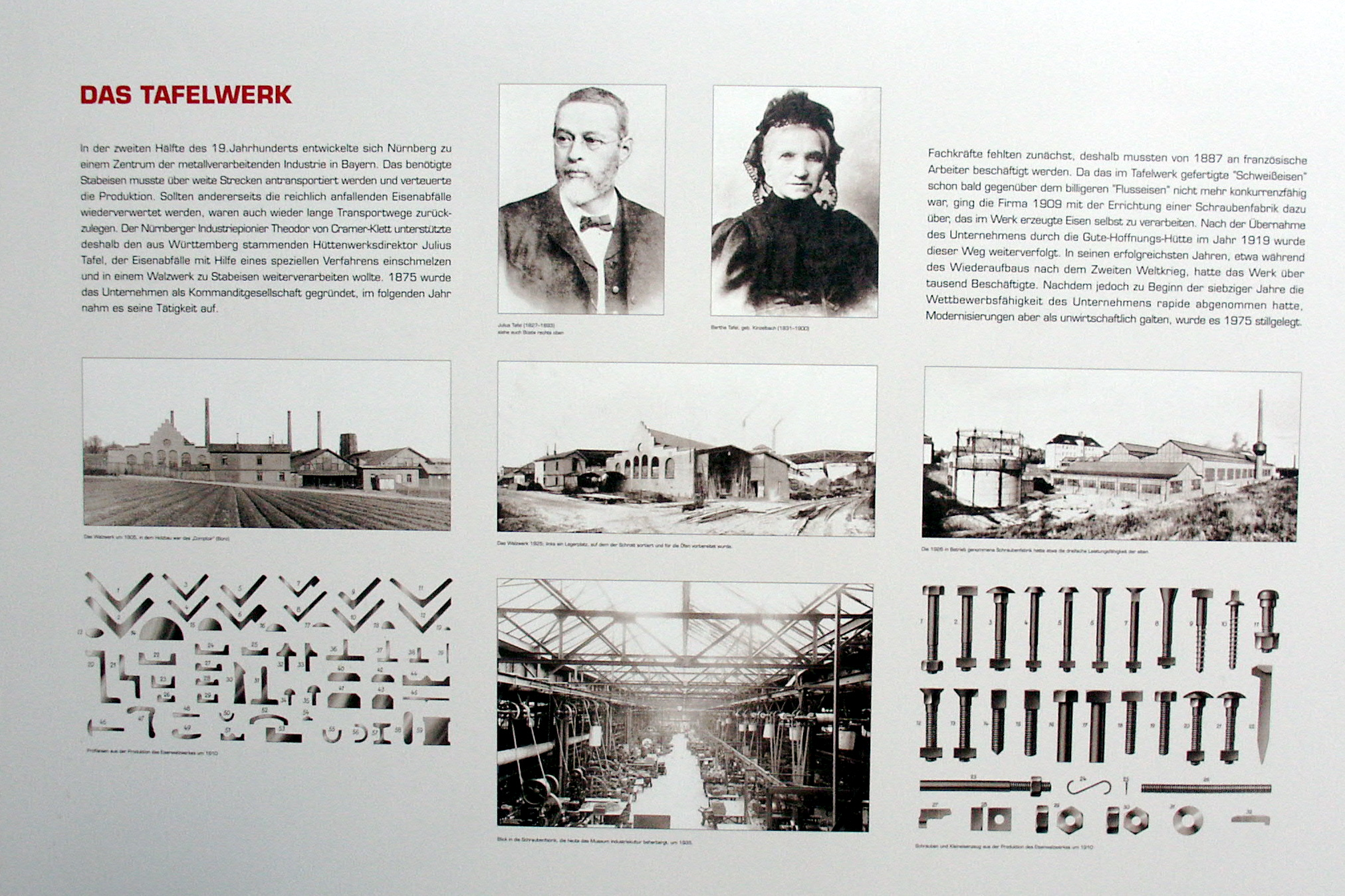
Gedenktafel im ehemaligen Tafelwerk an der Äußeren Sulzbacher Straße 62 in Nürnberg

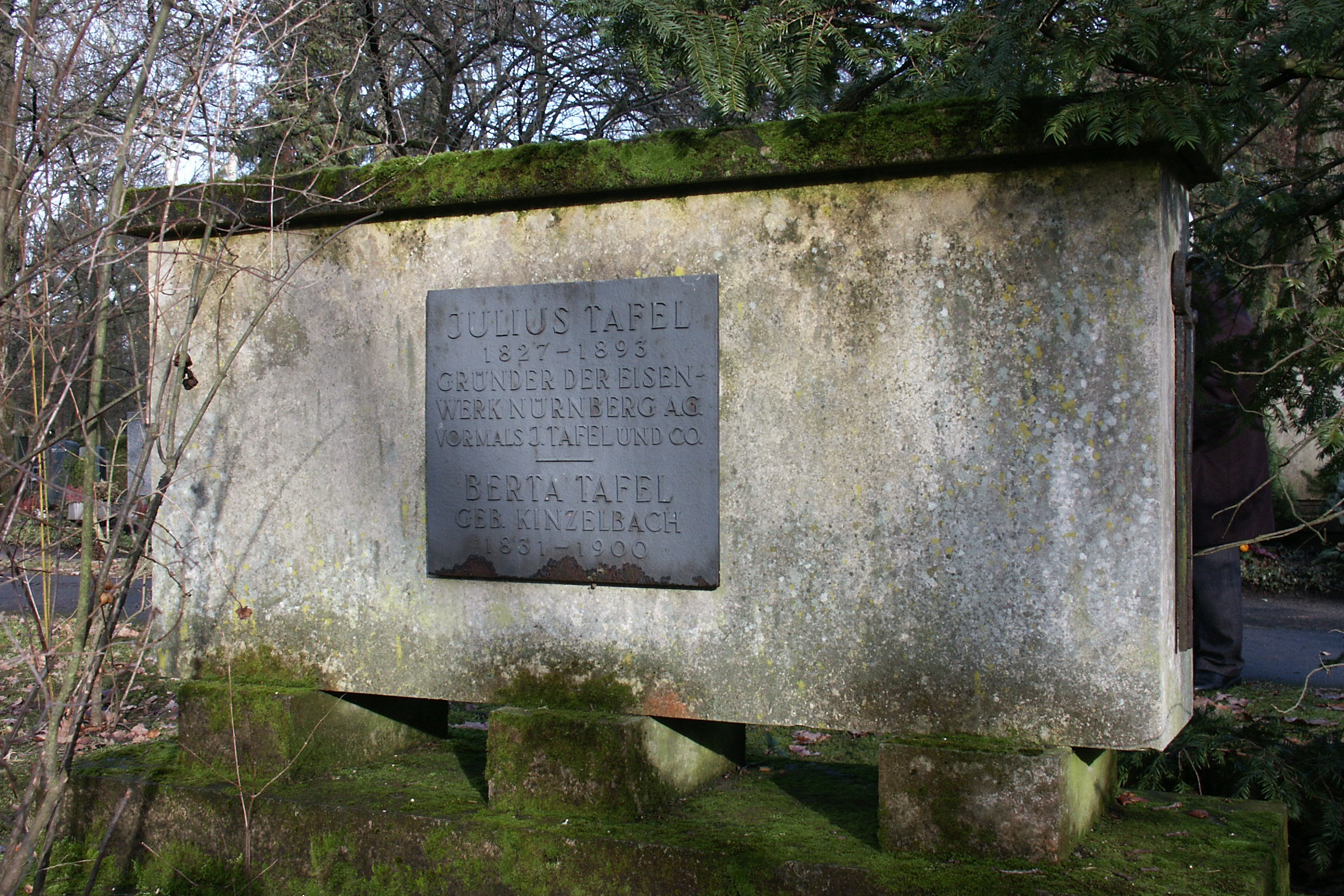
Grabstelle am Südfriedhof Nürnberg, Julius-Loßmann-Straße 53